# Iva Höpperger

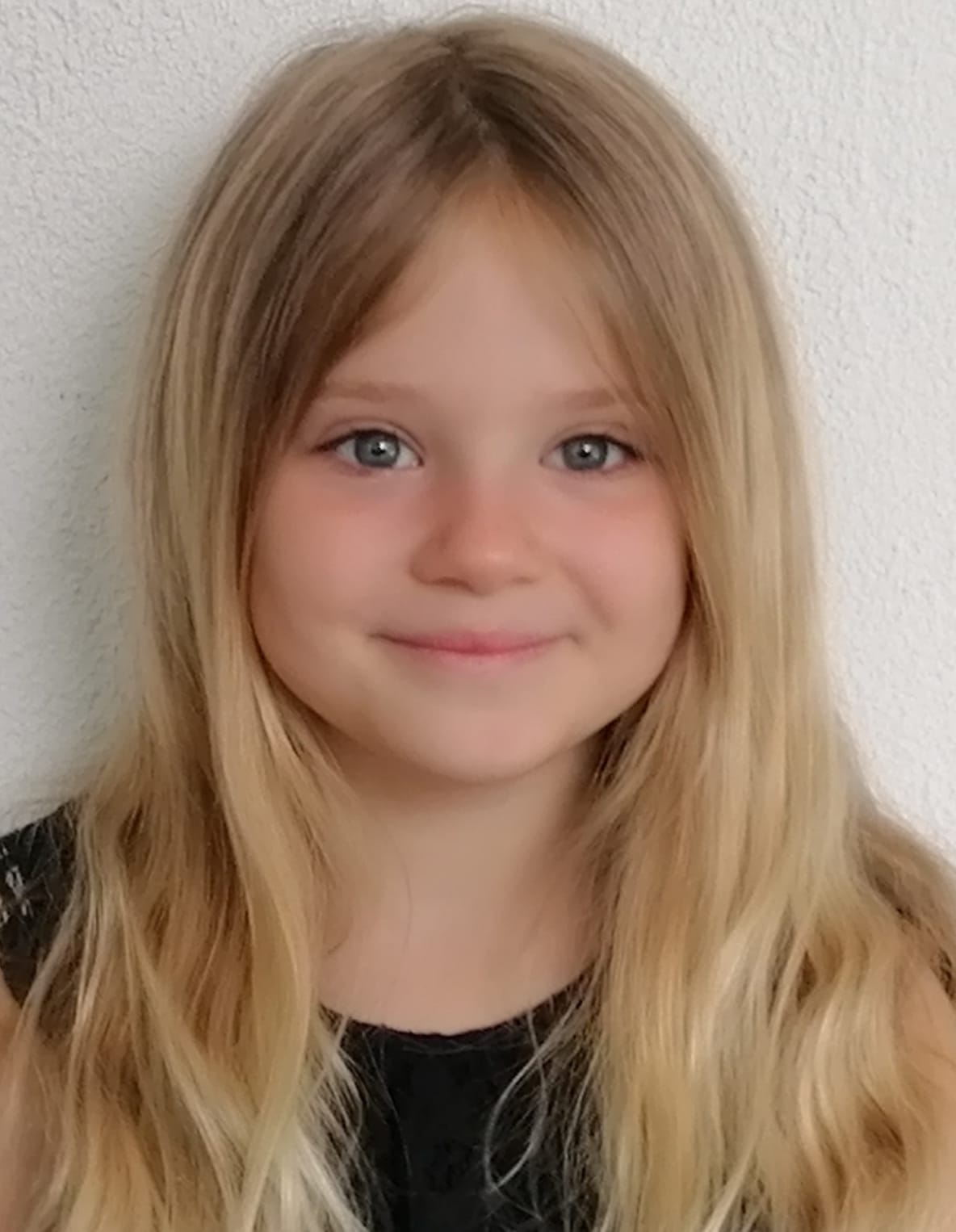
Iva Höpperger (2020)

Iva Höpperger (* 25. November 2013 in Innsbruck) ist eine österreichische Kinderdarstellerin.

## Leben
Iva Höpperger lebt mit ihrer Familie in Fritzens und begann im Alter von fünf Jahren mit der Schauspielerei. In dem Film Was wir wollten von Regisseurin Ulrike Kofler spielt sie neben Elyas M’Barek und Lavinia Wilson die Rolle der Denise. Es folgten kleine Nebenrollen in SOKO Linz – Der Skorpion (2.05) und SOKO Donau – Letzte Ausfahrt Hoffnung (17.16), sowie Engagements bei diversen Ausbildungsproduktionen.
In dem Spielfilm Heimsuchung (2023) von Achmed Abdel-Salam, der im März 2023 auf der Diagonale (Filmfestival) seine Premiere feiert, spielt Höpperger die „kleine Michi“.

## Filmografie (Auswahl)
- 2020: Was wir wollten (Regie: Ulrike Kofler)
- 2023: SOKO Linz – Der Skorpion (Fernsehserie)
- 2023: Heimsuchung (Regie: Achmed Abdel-Salam)
- 2023: SOKO Donau: Letzte Ausfahrt Hoffnung (Fernsehserie)